# Puerto Rico WCT
Il Puerto Rico è stato un torneo di tennis facente parte del World Championship Tennis giocato dal 1975 in Porto Rico.

## Albo d'oro

### Singolare
| Anno | Vincitore | Finalista   | Punteggio |
| ---- | --------- | ----------- | --------- |
| 1975 | Rod Laver | Arthur Ashe | 6-3 7-5   |